# Krásnohorská Dlhá Lúka
Krásnohorská Dlhá Lúka est un village de Slovaquie situé dans la région de Košice.

## Histoire
La première mention écrite du village date de 1338.
La localité fut annexée par la Hongrie après le premier arbitrage de Vienne le 2 novembre 1938. En 1938, on comptait 634 habitants. Elle faisait partie du district de Rožňava (hongrois : Rozsnyói járás). Le nom de la localité avant la Seconde Guerre mondiale était Krásnohorská Dlhá Lúka/Várhosszúrét. Durant la période 1938 - 1945, le nom hongrois Várhosszúrét était d'usage. À la libération, la commune a été réintégrée dans la Tchécoslovaquie reconstituée.

## Démographie

### Évolution de la population
| Année:               | 1994. | 2004.   | 2014.   | 2024.   |
| -------------------- | ----- | ------- | ------- | ------- |
| Nombre de personnes: | 697   | 685     | 719     | 701     |
| Différence:          |       | -1,72 % | +4,96 % | -2,50 % |

| Année:               | 2023. | 2024.   |
| -------------------- | ----- | ------- |
| Nombre de personnes: | 699   | 701     |
| Différence:          |       | +0,28 % |